# Brzoza pożyteczna
Brzoza pożyteczna, czasami nazywana też brzozą himalajską (Betula utilis) – gatunek rośliny z rodziny brzozowatych. Pochodzi z Azji z obszarów Afganistanu, Chin (prowincje Gansu, Hebei, Ningxia, Qinghai, Shaanxi, Syczuan, Tybet, Yunnan), Bhutanu, Indii (prowincje: Himachal Pradesh, Dżammu i Kaszmir, Sikkim, Uttar Pradesh), Nepalu i Pakistanu. 

## Morfologia

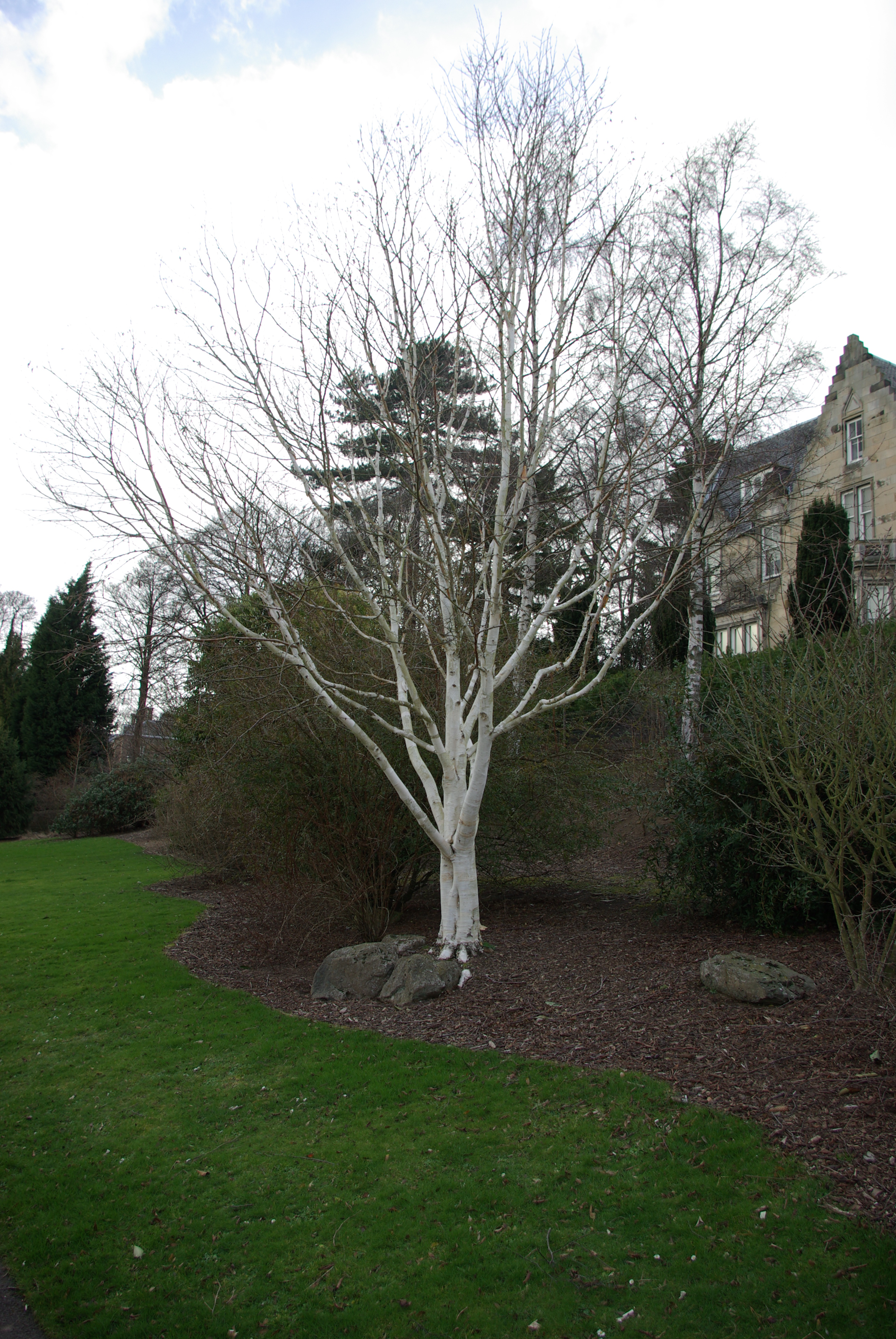
Pokrój

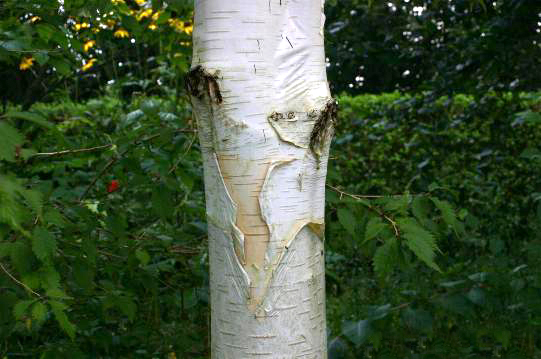
Kora odmiany var. jacquemontii

PokrójDorasta do 22 m wysokości. Gałęzie wznoszą się ku górze. Posiada szeroką koronę. Zazwyczaj tworzy wiele pni. Posiada stosunkowo rzadkie ulistnienie.
KoraPosiada gładką, jaskrawą i błyszczącą korę. Zależnie od odmiany ma barwę od białej przez żółtą, szkarłatną do fioletowej. Posiada małe przetchlinki ułożone poziomo o barwie szarej bądź bursztynowej. Łuszczy się pasmami. Betulina jest łatwa do starcia.
PędyPędy są relatywnie grube. Młode pędy są bardzo mocno owłosione.
LiścieLiście są ciemne i błyszczące. Mają 5–9 cm długości. Posiadają sercowaty kształt. Z wierzchu są lekko owłosione na całej powierzchni, natomiast od spodu tylko w kącikach nerwów. Mają 7-14 par nerwów. jesienią przebarwiają się na złotożółto. Ogonki liściowe są owłosione.
KwiatyKwiaty zebrane są w kwiatostany zwane kotkami. Pojawiają się na wiosnę wraz z liśćmi. Kotki męskie mają około 5 cm długości. Zimą posiadają łuski z charakterystycznym wzorem.

## Biologia
Megafanerofit. Nie ma specjalnych wymagań co do gleby. Jest to roślina szybkorosnąca.

## Zastosowanie
- Roślina ozdobna. Sadzona jest głównie w parkach i w dużych ogrodach przydomowych. Jest szczególnie dekoracyjna w okresie bezlistnym[6].

## Zmienność
Znane są odmiany:
- Betula utilis var. jacquemontii – Odmiana opisana została pierwszy raz w 1841 roku. Jej nazwa upamiętnia Henry'ego Jacquemonta. Drzewa cechują się cienką, kredowobiałą i gładką korą. Liście posiadają 7-8 par nerwów, są delikatnie owłosione i skórzaste o długości od 5 do 10 cm. Drzewa tej odmiany dorastają do 20-25 metrów wysokości[7].
- Betula utilis var. prattii – kora o barwie fioletowej.
- Betula utilis var. utilis

Wyróżnia się także kultywary: 'Grayswood Ghost', 'Silver Shadow' oraz 'Jermyns'.